# Diosdado Aenlle Talamayan
Diosdado Aenlle Talamayan (* 19. Oktober 1932 in Manila, Philippinen) ist emeritierter Erzbischof von Tuguegarao.

## Leben

Erzbischofswappen

Diosdado Aenlle Talamayan empfing am 30. November 1956 die Priesterweihe.
Papst Johannes Paul II. ernannte ihn am 20. Oktober 1983 zum Titularbischof von Girus und zum Weihbischof in Tuguegarao. Die Bischofsweihe spendete ihm der Apostolische Nuntius auf den Philippinen, Bruno Torpigliani, am 12. Januar 1984; Mitkonsekratoren waren Teodulfo Sabugal Domingo, Erzbischof von Tuguegarao, und Miguel Gatan Purugganan, Bischof von Ilagan.
Am 31. Januar 1986 berief ihn Johannes Paul II. zum Erzbischof von Tuguegarao. Papst Benedikt XVI. nahm am 15. Juni 2011 sein aus Altersgründen vorgebrachtes Rücktrittsgesuch an.